# Carl-Anton Spak
Carl-Anton Spak, född 15 februari 1929 i Anundsjö församling, Ångermanland, död 14 april 2023 i Stockholm, var en svensk jurist. 

## Biografi
Spak var son till förste provinsialläkare Håkan Spak och Alma Hamrin och tog juris kandidatexamen vid Uppsala universitet 1955 och gjorde tingstjänstgöring 1955–1957. Han utnämndes till fiskal vid Svea hovrätt 1958, tillförordnad assessor vid Sala rådhusrätt 1959 och tjänstgjorde vid Västmanlands östra domsaga 1962–1962. År 1962 började han på Justitiedepartementet och blev budgetsekreterare 1963 och byråchef 1964 samt departementsråd 1965. År 1967 utnämndes han till ordinarie assessor vid Svea hovrätt och förordnades 1968 som borgmästare i Norrköpings stad och blev lagman i dess efterföljare Norrköpings tingsrätt 1971. År 1974 blev han kanslichef i Domstolsväsendets organisationsnämnd och blev åter lagman i Norrköping 1975. Han var sedan lagman och tingsrättens chef vid Stockholms tingsrätt 1977–1995. Åren 1996 till 2003 var han ordförande i Registernämnden och var ordförande i Domstolsväsendets organisationsnämnd[när?] samt styrelseledamot i Domstolsverket 1975–1993. År 1999 tilldelades han Illis Quorum av åttonde storleken.
Spak var tillsammans med chefsrådmannen Ingegerd Westlander domare i Styckmordsmålet. Även om de åtalade friades från mordmisstanke, lät Spak och Westlander skriva i domen att de hade styckat offret. Detta uttalande gick inte att överklaga eftersom styckningen var preskriberad, och åtalet inte gällde den. De åtalade var således formellt friade, men de två yrkesdomarnas omdiskuterade skrivning band de två åtalade till ett allvarligt brott där frågan om skuld inte kunde överprövas. Spaks och Westlanders sätt att formulera denna dom fick stora konsekvenser för den fortsatta händelseutvecklingen, och var kanske den enskilt största anledningen till rättssystemets svårighet att därefter kunna hantera och avsluta målet. Spak tillfrågades flera gånger under åren huruvida han fortfarande trodde på tingsrättens domskäl men han har då undvikit att besvara kritiken.